# Pindelo dos Milagres
Pindelo dos Milagres es una freguesia portuguesa del concelho de São Pedro do Sul, en el distrito de Viseu con 19,36 km² de superficie y 659 habitantes (2011), distribuidos en dos núcleos de población, el que da nombre a la freguesia y Rio de Mel. Su densidad de población es de 34 hab/km².
Situada en el extremo suroriental del concelho de São Pedro do Sul, limitando con el de Viseo, se encuentra a unos 14 km de la primera ciudad y a unos 23 de la segunda. Perteneció hasta el siglo XIX al extinto concelho de Lafões y luego al de Vouzela, integrándose en 1852 en el de São Pedro do Sul.